# Campeonato Romeno de Futebol
O Campeonato Romeno de Futebol, também conhecido como Liga I (oficialmente: Liga I Bergenbier), é a divisão principal dos campeonatos oficiais de futebol da Romênia. Sua primeira edição ocorreu em 1909, com o início da temporada 1909-10. Até 1932 teve diversos formatos, quase todos no estilo de play-offs. A Liga I faz parte da Liga Profissional de Futebol da Romênia (LPF). Até a temporada de 2006/2007 era chamada de Divizia A, porém o nome teve de ser mudado após a descoberta de que era uma marca já registrada.
Atualmente, ocupa a 26ª colocação entre as ligas europeias de maior coeficiente de competitividade no ranking da UEFA.

## Campeões

### Divizia A

#### Pontos corridos
| Edição | Temporada               | Campeão                                            |
| ------ | ----------------------- | -------------------------------------------------- |
| 1      | 1909-10                 | Olympia Bucureşti                                  |
| 2      | 1910-11                 | Olympia Bucureşti                                  |
| 3      | 1911-12                 | United AC Ploieşti                                 |
| 4      | 1912-13                 | Colentina AC Bucureşti                             |
| 5      | 1913-14                 | Colentina AC Bucureşti                             |
| 6      | 1914-15                 | Româno-Americana Ploieşti                          |
| 7      | 1915-16                 | Prahova Ploiești                                   |
|        | 1916-17 1917-18 1918-19 | Não houve disputa devido a Primeira Guerra Mundial |
| 8      | 1919-20                 | Venus București                                    |
| 9      | 1920-21                 | Venus București                                    |

#### Torneio regional + Torneio Final
| Edição | Temporada | Campeão            |
| ------ | --------- | ------------------ |
| 10     | 1921-22   | Chinezul Timisoara |
| 11     | 1922-23   | Chinezul Timisoara |
| 12     | 1923-24   | Chinezul Timisoara |
| 13     | 1924-25   | Chinezul Timisoara |
| 14     | 1925-26   | Chinezul Timisoara |
| 15     | 1926-27   | Chinezul Timisoara |
| 16     | 1927-28   | Colţea Brașov      |
| 17     | 1928-29   | Venus București    |
| 18     | 1929-30   | Juventus București |

#### Liga Regional + Torneio Final
| Edição | Temporada | Campeão         |
| ------ | --------- | --------------- |
| 19     | 1930-31   | FCM Reşiţa      |
| 20     | 1931-32   | Venus București |

#### Campeonato por divisões
| Edição | Temporada                               | Campeão                                           |
| ------ | --------------------------------------- | ------------------------------------------------- |
| 21     | 1932-33                                 | Ripensia Timișoara                                |
| 22     | 1933-34                                 | Venus București                                   |
| 23     | 1934-35                                 | Ripensia Timișoara                                |
| 24     | 1935-36                                 | Ripensia Timișoara                                |
| 25     | 1936-37                                 | Venus București                                   |
| 26     | 1937-38                                 | Ripensia Timișoara                                |
| 27     | 1938-39                                 | Venus București                                   |
| 28     | 1939-40                                 | Venus București                                   |
| 29     | 1940-41                                 | Unirea Tricolor București                         |
|        | 1941-42 1942-43 1943-44 1944-45 1945-46 | Não houve disputa devido a Segunda Guerra Mundial |
| 30     | 1946-47                                 | UTA Arad                                          |
| 31     | 1947-48                                 | UTA Arad                                          |
| 32     | 1948-49                                 | CA Oradea                                         |
| 33     | 1950                                    | UTA Arad                                          |
| 34     | 1951                                    | Steaua Bucureşti                                  |
| 35     | 1952                                    | Steaua Bucureşti                                  |
| 36     | 1953                                    | Steaua Bucureşti                                  |
| 37     | 1954                                    | UTA Arad                                          |
| 38     | 1955                                    | Dinamo Bucureşti                                  |
| 39     | 1956                                    | Steaua Bucureşti                                  |
| 40     | 1957-58                                 | Petrolul Ploieşti                                 |
| 41     | 1958-59                                 | Petrolul Ploieşti                                 |
| 42     | 1959-60                                 | Steaua Bucureşti                                  |
| 43     | 1960-61                                 | Steaua Bucureşti                                  |
| 44     | 1961-62                                 | Dinamo Bucureşti                                  |
| 45     | 1962-63                                 | Dinamo Bucureşti                                  |
| 46     | 1963-64                                 | Dinamo Bucureşti                                  |
| 47     | 1964-65                                 | Dinamo Bucureşti                                  |
| 48     | 1965-66                                 | Petrolul Ploieşti                                 |
| 49     | 1966-67                                 | Rapid Bucureşti                                   |
| 50     | 1967-68                                 | Steaua Bucureşti                                  |
| 51     | 1968-69                                 | UTA Arad                                          |
| 52     | 1969-70                                 | UTA Arad                                          |
| 53     | 1970-71                                 | Dinamo Bucureşti                                  |
| 54     | 1971-72                                 | FC Argeş Piteşti                                  |
| 55     | 1972-73                                 | Dinamo Bucureşti                                  |
| 56     | 1973-74                                 | Universitatea Craiova                             |
| 57     | 1974-75                                 | Dinamo Bucureşti                                  |
| 58     | 1975-76                                 | Steaua Bucureşti                                  |
| 59     | 1976-77                                 | Dinamo Bucureşti                                  |
| 60     | 1977-78                                 | Steaua Bucureşti                                  |
| 61     | 1978-79                                 | FC Argeş Piteşti                                  |
| 62     | 1979-80                                 | Universitatea Craiova                             |
| 63     | 1980-81                                 | Universitatea Craiova                             |
| 64     | 1981-82                                 | Dinamo Bucureşti                                  |
| 65     | 1982-83                                 | Dinamo Bucureşti                                  |
| 66     | 1983-84                                 | Dinamo Bucureşti                                  |
| 67     | 1984-85                                 | Steaua Bucureşti                                  |
| 68     | 1985-86                                 | Steaua Bucureşti                                  |
| 69     | 1986-87                                 | Steaua Bucureşti                                  |
| 70     | 1987-88                                 | Steaua Bucureşti                                  |
| 71     | 1988-89                                 | Steaua Bucureşti                                  |
| 72     | 1989-90                                 | Dinamo Bucureşti                                  |
| 73     | 1990-91                                 | Universitatea Craiova                             |
| 74     | 1991-92                                 | Dinamo Bucureşti                                  |
| 75     | 1992-93                                 | Steaua Bucureşti                                  |
| 76     | 1993-94                                 | Steaua Bucureşti                                  |
| 77     | 1994-95                                 | Steaua Bucureşti                                  |
| 78     | 1995-96                                 | Steaua Bucureşti                                  |
| 79     | 1996-97                                 | Steaua Bucureşti                                  |
| 80     | 1997-98                                 | Steaua Bucureşti                                  |
| 81     | 1998-99                                 | Rapid Bucureşti                                   |
| 82     | 1999-00                                 | Dinamo Bucureşti                                  |
| 83     | 2000-01                                 | Steaua Bucureşti                                  |
| 84     | 2001-02                                 | Dinamo Bucureşti                                  |
| 85     | 2002-03                                 | Rapid Bucureşti                                   |
| 86     | 2003-04                                 | Dinamo Bucureşti                                  |
| 87     | 2004-05                                 | Steaua Bucureşti                                  |
| 88     | 2005-06                                 | Steaua Bucureşti                                  |

### Liga I
| Edição | Temporada | Campeão               |
| ------ | --------- | --------------------- |
| 89     | 2006-07   | Dinamo Bucureşti      |
| 90     | 2007-08   | CFR Cluj              |
| 91     | 2008-09   | Unirea Urziceni       |
| 92     | 2009-10   | CFR Cluj              |
| 93     | 2010-11   | Oţelul Galaţi         |
| 94     | 2011-12   | CFR Cluj              |
| 95     | 2012-13   | Steaua Bucureşti      |
| 96     | 2013-14   | Steaua Bucureşti      |
| 97     | 2014-15   | Steaua Bucureşti      |
| 98     | 2015-16   | Astra Giurgiu         |
| 99     | 2016-17   | FC Viitorul Constanța |
| 100    | 2017-18   | CFR Cluj              |
| 101    | 2018-19   | CFR Cluj              |
| 102    | 2019-20   | CFR Cluj              |
| 103    | 2020-21   | CFR Cluj              |
| 104    | 2021-22   | CFR Cluj              |
| 105    | 2022-23   | Farul Constanţa       |
| 106    | 2023-24   | Steaua Bucureşti      |
| 107    | 2024-25   | Steaua Bucureşti      |

## Títulos por clube
| Equipe                | Títulos | Ano que venceu |
| Steaua Bucuresti      | 28      | 2024/25, 2023/24, 2014/15, 2013/14, 2012/13, 2005/06, 2004/05, 2000/01, 1997/98, 1996/97, 1995/96, 1994/95, 1993/94, 1992/93, 1988/89, 1987/88, 1986/87, 1985/86, 1984/85, 1977/78, 1975/76, 1967/68, 1960/61, 1959/60, 1956, 1953, 1952, 1951 |
| Dínamo Bucaresti      | 18      | 2006/07, 2003/04 2001/02, 1999/00 1991/92, 1989/90, 1983/84, 1982/83, 1981/82, 1976/77, 1974/75, 1972/73, 1970/71, 1964/65, 1963/64, 1962/63, 1961/62, 1955                                                                                    |
| Venus București       | 8       | 1939/40, 1938/39, 1936/37, 1933/34, 1931/32, 1928/29, 1920/21, 1919/20 |
| CRF Cluj              | 8       | 2021/22, 2020/21, 2019/20 2018/19, 2017/18, 2011/12, 2009/10, 2007/08 |
| Chinezul Timișoara    | 6       | 1926/27, 1925/26, 1924/25, 1923/24, 1922/23, 1921/22 |
| UTA Arad              | 6       | 1969/70, 1968/69, 1954, 1950, 1947/48, 1946/47 |
| Ripensia Timișoara    | 4       | 1937/38, 1935/36, 1934/35, 1932/33 |
| Universitatea Craiova | 4       | 1990/91, 1980/81, 1979/80, 1973/74 |
| Farul Constanţa       | 1       | 2022/23 |
| --------------------- | ------- | --- |